# Bromwich Terrace
Die Bromwich Terrace ist ein 2000 m hoch gelegenes Plateau in der antarktischen Ross Dependency. Das 11 km² große Gebiet liegt in den Cook Mountains zwischen dem 200 m höher gelegenen Festive-Plateau und dem 845 m höheren Mount Longhurst im Norden sowie dem Starbuck Cirque und Mount Hughes im Süden.
Das Advisory Committee on Antarctic Names benannte das Plateau 2001 nach David H. Bromwich (* 1948) aus der Arbeitsgruppe für polare Meteorologie des Byrd Polar Research Center an der Ohio State University, der ab 1978 über 20 Jahre Untersuchungen zum Klima in Antarktika durchgeführt hatte.